# The Common Linnets (album)
The Common Linnets – debiutancki album studyjny holenderskiego duetu muzycznego The Common Linnets, w którego skład wchodzą Ilse DeLange i Waylon. 
Płyta miała swoją premierę 9 maja 2014 roku, jej wydawcą została wytwórnia Universal Music BV. Wydawnictwo zapowiada utwór „Calm After the Storm”, z którym zespół reprezentował Holandię podczas 59. Konkursu Piosenki Eurowizji w 2014 roku, w którego finale zajął drugie miejsce.

## Lista utworów
1. „Calm After the Storm”
2. „Hungry Hands”
3. „Arms of Salvation”
4. „Still Loving After You”
5. „Sun Song”
6. „Lovers & Liars”
7. „Broken But Home”
8. „Before Complete Surrender”
9. „Where Do I Go With Me”
10. „Time Has No Mercy”
11. „Give Me a Reason”
12. „When Love Was King”
13. „Love Goes On”